# John Rawls

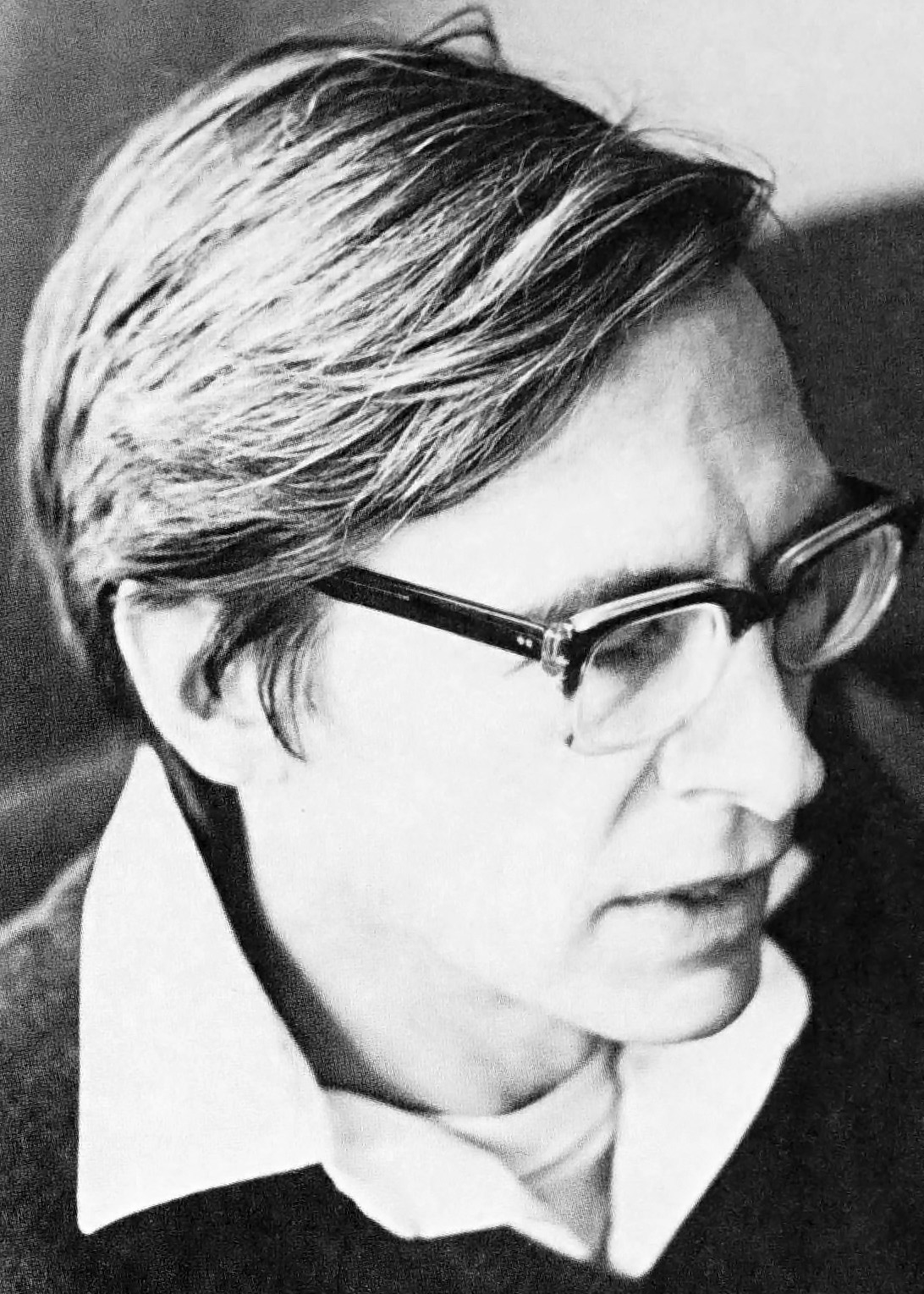
John Rawls, 1971

John Rawls (* 21. Februar 1921 in Baltimore, Maryland; † 24. November 2002 in Lexington, Massachusetts) war ein US-amerikanischer Philosoph, der als Professor an der Harvard University lehrte. Sein Hauptwerk A Theory of Justice (1971) gilt als eines der einflussreichsten Werke der politischen Philosophie des 20. Jahrhunderts.

## Leben
Rawls war das zweite von fünf Kindern des Rechtsanwaltes William Lee Rawls und seiner Ehefrau Anna Abell Stump. Der Tod zweier Brüder überschattete seine Jugend; beide starben an Erkrankungen, mit denen er sie angesteckt hatte: Bobby (Robert Lee) starb 1928 an Diphtherie, Tommy (Thomas Hamilton) ein Jahr später an einer Lungenentzündung. Rawls studierte ab 1939 am College der Princeton University, wo er sich für Philosophie zu interessieren begann. Nach dem Abschluss des Studiums als Bachelor of Arts im Jahr 1943 ging er zur Armee. Im Zweiten Weltkrieg diente Rawls als Infanterist im Pazifik, wo er auf Neuguinea, den Philippinen und in Japan eingesetzt wurde, und besuchte schließlich das von der Atombombe verwüstete Hiroshima. Diese Erfahrung bewegte ihn dazu, eine ihm angebotene Offizierskarriere auszuschlagen und die Armee bald darauf im untersten Dienstgrad eines Private zu verlassen.
Nach seinem Abschied von der Armee kehrte Rawls nach Princeton zurück und wurde dort 1950 in Philosophie mit einer Arbeit zur moralischen Beurteilung menschlicher Charakterzüge promoviert. Nach kurzer Lehrtätigkeit in Princeton erhielt Rawls 1952 ein Fulbright-Stipendium für einen einjährigen Forschungsaufenthalt an der englischen Oxford University, wo er von Isaiah Berlin, Stuart Hampshire und vor allem H.L.A. Hart beeinflusst wurde. Nach seiner Rückkehr in die Vereinigten Staaten hatte Rawls Professuren an der Cornell University und dem Massachusetts Institute of Technology inne. 1962 wechselte er an die Harvard University, wo er mehr als dreißig Jahre lehrte. 1966 wurde Rawls in die American Academy of Arts and Sciences und 1974 in die American Philosophical Society gewählt. Seit 1983 war er korrespondierendes Mitglied der British Academy. Für sein Buch A Theory of Justice wurde ihm 1972 der Ralph-Waldo-Emerson-Preis der Phi Beta Kappa Society verliehen. 1995 erlitt er den ersten von mehreren Schlaganfällen, die ihn bei seiner Arbeit stark behinderten. Trotzdem gelang es ihm, sein letztes Werk The Law of Peoples abzuschließen, in dem er eine liberale Theorie des Völkerrechts entwickelt. 1999 wurde ihm die National Humanities Medal verliehen.
Rawls, der als ausgesprochen uneitler und bescheidener Mensch beschrieben wurde, starb am 24. November 2002 in seinem Haus in Lexington an Herzversagen. Er hinterließ seine Frau Margaret Warfield Fox Rawls, mit der er seit 1949 verheiratet war, und vier Kinder: Anne Warfield, Robert Lee, Alexander Emory und Elizabeth Fox. Die Hamburger Wochenzeitung Die Zeit veröffentlichte in einer Ausgabe gleich drei Nachrufe auf Rawls. Den Nachruf in der Süddeutschen Zeitung schrieb der Tübinger Philosoph Otfried Höffe, den Nachruf in der Frankfurter Rundschau der Frankfurter Philosoph Rainer Forst. Clemens Sedmak, ein österreichischer Theologe, schrieb den Nachruf für die Wochenzeitung Die Furche. Der Aachener Philosoph Wilfried Hinsch, der sich über die Gerechtigkeitstheorie von Rawls habilitiert hatte, verfasste den Nachruf für die NZZ. 2005 wurde der Asteroid (16561) Rawls nach ihm benannt.
Die Philosophin Susan Neiman, Direktorin des Einstein Forums in Potsdam, war Rawls’ Schülerin, promovierte bei ihm und arbeitete zeitweise als seine wissenschaftliche Assistentin. In ihrem philosophischen Hauptwerk zitiert sie ihn u. a. bezüglich des Motivs, ein „Modell für ein soziales System zu entwerfen, das durch die Verringerung des Zufalls in unserem Leben Gerechtigkeit schafft“:

„Denn solange wir aus guten Gründen glauben, dass eine sich selbst erhaltende und annehmbar gerechte politische und soziale Ordnung sowohl im Inneren als auch im Äußeren möglich ist, können wir begründetermaßen hoffen, dass wir oder andere sie eines Tages irgendwo verwirklichen werden; und dann können wir irgendetwas zu dieser Verwirklichung beitragen. Dies allein schon genügt, unabhängig vom Erfolg oder Scheitern, die Gefahren der Resignation und des Zynismus zu bannen.“

## Rawls’ Beitrag zur politischen Philosophie und Moralphilosophie
Rawls gilt als wesentlicher Vertreter des egalitären Liberalismus. Als Prämisse seines Werkes setzt er die Gerechtigkeit als maßgebliche Tugend sozialer Institutionen, die aber die Freiheit des Einzelnen nicht verletzen darf:

“Justice is the first virtue of social institutions, as truth is of systems of thought. A theory however elegant and economical must be rejected or revised if it is untrue; likewise laws and institutions no matter how efficient and well-arranged must be reformed or abolished if they are unjust. Each person possesses an inviolability founded on justice that even the welfare of society as a whole cannot override. For this reason justice denies that the loss of freedom for some is made right by a greater good shared by others.”

„Die Gerechtigkeit ist die erste Tugend sozialer Institutionen, so wie die Wahrheit bei Gedankensystemen. Eine noch so elegante und mit sparsamen Mitteln arbeitende Theorie muß fallengelassen werden, wenn sie nicht wahr ist; ebenso müssen noch so gut funktionierende und wohlabgestimmte Gesetze und Institutionen abgeändert oder abgeschafft werden, wenn sie ungerecht sind. Jeder Mensch besitzt eine aus der Gerechtigkeit entspringende Unverletzlichkeit, die auch im Namen des Wohls der ganzen Gesellschaft nicht aufgehoben werden kann. Daher läßt es die Gerechtigkeit nicht zu, daß der Verlust der Freiheit bei einigen durch ein größeres Wohl für andere wettgemacht wird.“

Die Aufgabe von Gerechtigkeitsgrundsätzen besteht ihm zufolge darin, die Grundstruktur der Gesellschaft festzulegen, d. h. die institutionelle Zuweisung von Rechten und Pflichten und die Verteilung der Güter. Wie aus der Bezeichnung seiner Theorie („Gerechtigkeit als Fairness“) und seinen Überlegungen zur Rechtfertigung ersichtlich wird, ist seine Gerechtigkeitstheorie eine Theorie der „Verfahrensgerechtigkeit“.
Rawls stellt sich dazu die Frage: Für welche Gerechtigkeitsgrundsätze würden sich freie und vernünftige Menschen in einer fairen und gleichen Ausgangssituation in ihrem eigenen Interesse entscheiden? Er argumentiert, dass zwei Grundsätze gewählt würden, deren Inhalt er in letzter Hand – nach einigen Veränderungen und Umarbeitungen gegenüber der ursprünglichen Fassungen – folgendermaßen formuliert:

“(a) Each person has the same indefeasible claim to a fully adequate scheme of equal basic liberties, which scheme is compatible with the same scheme of liberties for all; and (b) Social and economic inequalities are to satisfy two conditions: first, they are to be attached to offices and positions open to all under conditions of fair equality of opportunity; and second, they are to be to the greatest benefit of the least-advantaged members of society (the difference principle).”

„a) Jede Person hat den gleichen unabdingbaren Anspruch auf ein völlig adäquates System gleicher Grundfreiheiten, das mit demselben System von Freiheiten für alle vereinbar ist. b) Soziale und ökonomische Ungleichheiten müssen zwei Bedingungen erfüllen: erstens müssen sie mit Ämtern und Positionen verbunden sein, die unter Bedingungen fairer Chancengleichheit allen offenstehen; und zweitens müssen sie den am wenigsten begünstigten Angehörigen der Gesellschaft den größten Vorteil bringen (Differenzprinzip).“

Der erste Grundsatz hat Vorrang vor dem zweiten. Dasselbe gilt für die beiden Unterpunkte im zweiten Grundsatz: Es ist nicht erlaubt, die Chancengleichheit zu beschneiden, um dem Differenzprinzip mehr Geltung zu verschaffen. In Abgrenzung zum von ihm kritisierten Utilitarismus will er mit diesen Vorrangregeln verhindern, dass zugunsten der Güterverteilung auf Freiheiten verzichtet werden darf.
Hieran macht sich auch ein großer Teil der Kritik an Rawls Thesen fest: In der Praxis ist es nicht außergewöhnlich, dass Menschen zugunsten materieller Güter auf Freiheiten verzichten. Zunächst muss ein Mensch die Grundbedingungen dafür erfüllen, überhaupt seine Freiheit als oberstes Prinzip verteidigen zu wollen: Er muss seine Grundbedürfnisse befriedigt sehen. Der Verhungernde wird eher in die Sklaverei einwilligen als seinen sicheren Tod in Kauf nehmen. Auch demokratische Teilhaberechte und damit Freiheiten im Rawlschen Sinne genießen nicht in jeder Kultur denselben Stellenwert. Zudem sind Menschen beispielsweise wegen körperlicher Einschränkungen auch nicht immer in der Lage, die formal gewährten Freiheiten vollständig auszunutzen.
Rawls stellt die umfassende Doktrin eines säkularen „aufgeklärten Liberalismus“ selbst in die Nähe einer religiöser Doktrin: Es gäbe viele Liberalismen mit verschiedenen auch kulturspezifischen Interpretationen von Freiheit, Gleichheit und Gerechtigkeit, die auch religiös begründet werden könnten. Auch auf der Basis der Scharia könne eine konstitutionelle Demokratie gegründet werden.
Deutung
- Rawls fordert nicht formale Chancengleichheit (gleiches gesetzliches Recht auf vorteilhafte soziale Positionen), sondern faire Chancen (Menschen mit ähnlichen Fähigkeiten sollten ähnliche Lebenschancen haben). Rawls postuliert als Voraussetzung dafür das Vorliegen einer gleichen Motivation. Faulheit verwirkt die Chancen.[18] Dem liegt die Auffassung zu Grunde, dass gesellschaftliche oder natürliche Zufälligkeiten zu unterschiedlichen Möglichkeiten führen, z. B. Ausbildungen, Qualifikationen und damit letztlich höhere Positionen und Ämter zu erreichen. Es muss also ein öffentliches Regelsystem geben, welches sicherstellt, dass alle Menschen mit gleichen Begabungen durch Arbeit gleiche Aufstiegschancen haben, und zwar – dies ist der entscheidende Zusatz – ungeachtet der anfänglichen Stellung in der Gesellschaft. Bezogen auf das Bildungssystem impliziert die formale Chancengleichheit lediglich, dass alle Menschen dasselbe Recht haben, eine Universität zu besuchen; es darf also keine Zugangsbeschränkung für Menschen einer bestimmten Hautfarbe oder eines bestimmten Standes geben. Die faire Chancengleichheit akzentuiert dies, indem gefordert wird, dass bspw. ein Stipendienwesen eingeführt wird, das sicherstellt, dass auch Menschen studieren können, die zwar begabt sind, aber die Studiengebühren nicht bezahlen können. Da Rawls auch in der Verteilung von natürlichen Begabungen noch eine Zufälligkeit der Natur sieht, die der Einzelne nicht verschuldet oder verdient hat, führt er das Differenzprinzip ein.
- Differenzprinzip anstelle der Pareto-Optimalität oder des Nutzenprinzips des Utilitarismus: Demnach sind gesellschaftliche Ungleichheiten nur dann gerechtfertigt, wenn und soweit sie auch dem am schlechtesten gestellten Mitglied der Gesellschaft noch zu einem (wenn auch ggf. geringen) „absoluten“ Vorteil gereichen. Erst durch diese Vorkehrung werden auch die weniger Begabten gewissermaßen gegen nicht selbst verschuldete Ungerechtigkeiten versichert.

### Der Urzustand
Rawls konstruiert einen hypothetischen Urzustand in Form einer fairen und gleichen Verhandlungssituation, die die Gerechtigkeitsprinzipien legitimieren soll. In dieser rein theoretischen Situation wird der Gesellschaftsvertrag geschlossen,
der anders als in früheren Vertragstheorien nicht den Eintritt in eine bestimmte Gesellschaft regelt, sondern nur bestimmte Prinzipien festlegt, nach denen Gerechtigkeit realisiert werden kann.
Annahmen und Prämissen
- freie und vernünftige Personen, die miteinander die Grundstruktur ihrer Gesellschaft, ihre Gerechtigkeitsprinzipien festlegen wollen[20]
- Interessensharmonie: Zusammenarbeit ist wünschenswert und möglich[21]
- Interessenkonflikte: Wie werden die Früchte der Arbeit gerecht verteilt?[22]
- rationale und auf Erfüllung der eigenen Interessen bedachte Menschen, die jedoch frei von Neid sind[23]
- der Schleier des Nichtwissens:[24]

Die Personen besitzen nur allgemeines Wissen (um gesellschaftliche Grundgüter, derer jedermann zur Verwirklichung seiner verschiedenen Interessen bedarf, Wissen um gesellschaftliche, politische, wirtschaftliche und psychologische Zusammenhänge, die Fähigkeit, Folgen abzuschätzen usw.), aber kein Wissen über sich selbst, ihre eigene soziale Stellung, ihre Interessen, Kenntnisse, Talente usw. sowie über die künftige konkrete politische Ausgestaltung ihrer Rechte und Pflichten.
Verfahren und Vorgehensweise
- einstimmige und verpflichtende Wahl aus einer Liste von verbreiteten Gerechtigkeitsvorstellungen, die den formalen Prinzipien der Allgemeinheit, Unbeschränktheit, Öffentlichkeit, Rangordnung und Endgültigkeit genügen:

Warum würden sich die Menschen im Urzustand für die beiden Gerechtigkeitsprinzipien entscheiden?
- Sicherung des Grundgutes der Freiheit für alle durch das erste Prinzip
- Vorgehen nach der Maximin-Regel: Sicherstellung der Annehmbarkeit der schlechtestmöglichen Position
- allgemeine Anerkennung, da jeder Vorteile daraus zieht. Dadurch auch Stabilität des Systems
- fördert die Selbstachtung, da jeder Mensch als Selbstzweck und nicht als Mittel gesehen wird

### Der Gerechtigkeitssinn
Bedingung der Stabilität einer Gerechtigkeitsvorstellung:
- Wenn die Grundstruktur und die Institutionen einer Gesellschaft gerecht sind, erwerben ihre Mitglieder den Gerechtigkeitssinn, d. h. den Wunsch, gerecht zu handeln und sie zu erhalten.[25][26]
- Entwicklung des Gerechtigkeitssinns über soziales, moralisches Lernen, Gefühle der Freundschaft, des Vertrauens und der Schuld → Gerechtigkeitssinn als elementarer Bestandteil der Menschlichkeit.[25]

### Kritik
Besonders Utilitaristen, Vertreter des politischen Liberalismus, Libertäre und Kommunitaristen stehen dem Werk Rawls’ kritisch gegenüber.
Utilitaristen sind von der scharfen Gegenüberstellung vertragstheoretischer und utilitaristischer Begründungen der Gerechtigkeit nicht überzeugt. John Harsanyi beschrieb bereits vor Rawls das Gedankenspiel einer Wahl von Grundsätzen hinter einem Schleier des Nichtwissens. Verstanden als rationale Entscheidung unter Risikobedingungen führe diese zur Maximierung des Durchschnittsnutzens und damit zum Bayes’schen Kriterium. Ließe sich der Unterschied zwischen Rawls’ Vertragstheorie und dem Utilitarismus Harsanyis tatsächlich auf die Frage zurückführen, ob unter den Bedingungen des Schleiers des Nichtwissens als Prinzip das Bayes’sche oder das des Maximin zu wählen sei, dann würde es sich um eine eher marginale entscheidungstheoretische Kontroverse handeln (→ Risikoethik#Mögliche Entscheidungskriterien, Gleichwahrscheinlichkeitsmodell).
Libertäre sehen besonders in Rawls’ Differenzprinzip eine Beschneidung der individuellen Freiheit. Jede Aneignung und jede Übertragung von Gütern sei legitim, solange sie nur ohne Zwang und Verletzung von Grundrechten zustande gekommen ist. Staatliche Korrektureingriffe zur Korrektur von Ungleichverteilungen dagegen seien unzulässig. Im Gegensatz zu Rawls zeichnet der Libertarismus eines auf einem Markt und nicht auf Verteilungsgerechtigkeit gründendes gesellschaftliches Interaktionsmodell. Nur drei Jahre nach dem Erscheinen von A Theory of Justice formulierte Robert Nozick mit Anarchy, State, and Utopia ein die individuellen Rechte ins Zentrum stellendes libertäres Gegenmodell. Für ihn ist lediglich ein Minimalsystem an Regeln des Zusammenlebens legitimierbar, das sich aus dem möglichen Gewinn und der Wahrung der Individualrechte aller ergibt.
Michael Sandel übt Kritik an Rawls im Rahmen des Kommunitarismus. Er kritisiert die Charakterisierung der Personen im Urzustand als zu individualistisch. Sandel versucht über eine solche Kritik die Rawls’sche Theorie als ganze in Frage zu stellen. Überdies stütze sich das ganze liberale Theoriengebäude auf jenes in Frage gestellte Menschenbild. Sandels Kritik setzt an der Konzeption des Urzustandes an. Das von Rawls konzipierte Selbst sei unwirklich, weil es nicht durch gemeinschaftliche Bindung geprägt ist, vielmehr gesellschaftlich isoliert entscheidet. Diese in der Theorie verwendete Konzeption der Person impliziere eine Anthropologie, die im Widerspruch zu den beobachtbaren moralischen Werten realer Personen stehe.
Jürgen Habermas kritisiert, dass Rawls’ vertragstheoretisch gewonnene Gerechtigkeitskonzeption keiner öffentlichen Überprüfung ausgesetzt wird. Wolfgang Kersting schließt sich dieser Kritik ebenso wie der von Nozick an und postuliert, dass demokratisch verfasste Gesellschaften keiner moralischen Geschäftsgrundlage bedürften, die über die Verfassung und eine geteilte politische Kultur hinausreichen. So könne von Menschen, die ihr ganzes Leben durch eine religiöse Ethik bestimmen lassen, nicht erwartet werden, dass sie bei der Behandlung zentraler gesellschaftlicher Fragen ihre religiösen Überzeugungen ausklammern und nur Gründe vorbringen, die auf allgemeine Akzeptanz in einer säkularen und pluralistischen Gesellschaft stoßen. Hier reiche die Konzeption Thomas Hobbes aus, Grundrechte auf der Basis allgemeiner Gesetzestreue zu gewähren.

### Sonstige Rezeption
Forschende der Northeastern University entwickelten 2021 das neuronale Netzwerk RAWLSNET, das Rawls Prinzip der fairen Chancengleichheit (fair equality of opportunity, FEO) in bayessche Netze integrieren soll. Damit solle ein Beitrag zu gerechteren Entscheidungen künstlicher Intelligenz beigetragen werden.

## Schriften
Bücher
- John Rawls: Eine Theorie der Gerechtigkeit (= Suhrkamp-Taschenbuch Wissenschaft. Band 271). Suhrkamp, Frankfurt am Main 1979, ISBN 3-518-27871-1 (englisch: A Theory of Justice, 1971/5. Übersetzt von Hermann Vetter).
- Wilfried Hinsch (Hrsg.): Die Idee des politischen Liberalismus. Aufsätze 1978 – 1989 (= Suhrkamp-Taschenbuch Wissenschaft. Band 1123). Suhrkamp, Frankfurt am Main 1994, ISBN 3-518-28723-0.
- John Rawls: Politischer Liberalismus (= Suhrkamp-Taschenbuch Wissenschaft. Band 1642). Suhrkamp, Frankfurt am Main 2003, ISBN 3-518-29242-0 (englisch: Political Liberalism, 1993/5. Übersetzt von Wilfried Hinsch).
- John Rawls: Das Recht der Völker. Ursprünglicher Artikel von 1993 als Buch erschienen mit: „Nochmals. Die Idee der öffentlichen Vernunft“. de Gruyter, Berlin, New York 2002, ISBN 3-11-016935-5 (englisch: The Law of Peoples, 1999. Übersetzt von Wilfried Hinsch).
- Erin Kelly (Hrsg.): Gerechtigkeit als Fairneß. Ein Neuentwurf (= Suhrkamp-Taschenbuch Wissenschaft. Band 1804). Suhrkamp, Frankfurt am Main 2006, ISBN 3-518-29404-0 (englisch: Justice as Fairness. A Restatement, 2001. Übersetzt von Joachim Schulte).
- Samuel Freeman (Hrsg.): Collected Papers. Harvard University Press, Cambridge, Massachusetts 2001, ISBN 0-674-00569-4.
- Barbara Herman (Hrsg.): Geschichte der Moralphilosophie. Hume – Leibniz – Kant – Hegel (= Suhrkamp-Taschenbuch Wissenschaft. Band 1726). Suhrkamp, Frankfurt am Main 2004, ISBN 3-518-29326-5 (englisch: Lectures on the History of Moral Philosophy, 2000. Übersetzt von Joachim Schulte).
- Samuel Freeman (Hrsg.): Geschichte der politischen Philosophie. Suhrkamp, Frankfurt am Main 2008, ISBN 978-3-518-58508-5 (englisch: Lectures on the History of Political Philosophy, 2007. Übersetzt von Joachim Schulte).
- Thomas Nagel (Hrsg.): Über Sünde, Glaube und Religion. Kommentiert von Thomas Nagel, Joshua Cohen, Robert Merrihew Adams und Jürgen Habermas. Suhrkamp, Frankfurt am Main 2010, ISBN 978-3-518-58545-0 (englisch: A Brief Inquiry into the Meaning of Sin and Faith. With „On My Religion“. Übersetzt von Sebastian Schwark).

Aufsätze
- Outline of a Decision Procedure for Ethics. In: Philosophical Review 60/2, 1951.
- Two Concepts of Rules. In: Philosophical Review 1955.
- Justice as Fairness. In: Philosophical Review. Band 67, Nr. 2, 1958, S. 164–194.